# Minotaur-C
Minotaur-C, бывшая Таурус (англ. Taurus, от латинского названия созвездия Телец) — четырёхступенчатая твердотопливная космическая ракета-носитель, разработанная компанией Orbital Sciences Corporation (США). Разработана на основе ракеты-носителя с воздушным стартом Pegasus этой же компании. Способна доставлять до 1363 кг полезной нагрузки на низкую (до 185 км) орбиту. Первый запуск состоялся в 1994 году. Успешно выполнено семь из десяти запусков. 
После неудачных запусков 2009 и 2011 годов ракета была снабжена новой авионикой и переименована в Minotaur-C. Последний запуск был успешно выполнен 31 октября 2017 года.

## Список запусков
| № полёта | дата и время (UTC)      | модель      | Полезная нагрузка                    | Результат |
| -------- | ----------------------- | ----------- | ------------------------------------ | --------- |
| 1        | 13 марта 1994, 22:32    | Модель 1110 | STEP Mission 0/DARPASAT              | Успех     |
| 2        | 10 февраля 1998, 13:20  | Модель 2210 | GFO/ORBCOMM                          | Успех     |
| 3        | 3 октября 1998, 10:04   | Модель 1110 | Space Technology Experiment (STEX)   | Успех     |
| 4        | 20 декабря 1999, 07:13  | Модель 2110 | KOMPSAT/ACRIMSAT                     | Успех     |
| 5        | 12 марта 2000, 09:29    | Модель 1110 | Multispectral Thermal Imager (MTI)   | Успех     |
| 6        | 21 сентября 2001, 18:49 | Модель 2110 | Orbview-4/QuickTOMS                  | Неудача   |
| 7        | 20 мая 2004, 17:47      | Модель 3210 | ROCSAT-2                             | Успех     |
| 8        | 24 февраля 2009, 09:55  | Модель 3110 | Orbiting Carbon Observatory          | Неудача   |
| 9        | 4 марта 2011, 10:09     | Модель 3110 | Glory, KySat-1, Hermes, и Explorer-1 | Неудача   |
| 10       | 31 октября 2017, 21:37  | Модель 3210 | SkySat x 6/Flock-3m x 4              | Успех     |